# Pickeringiet

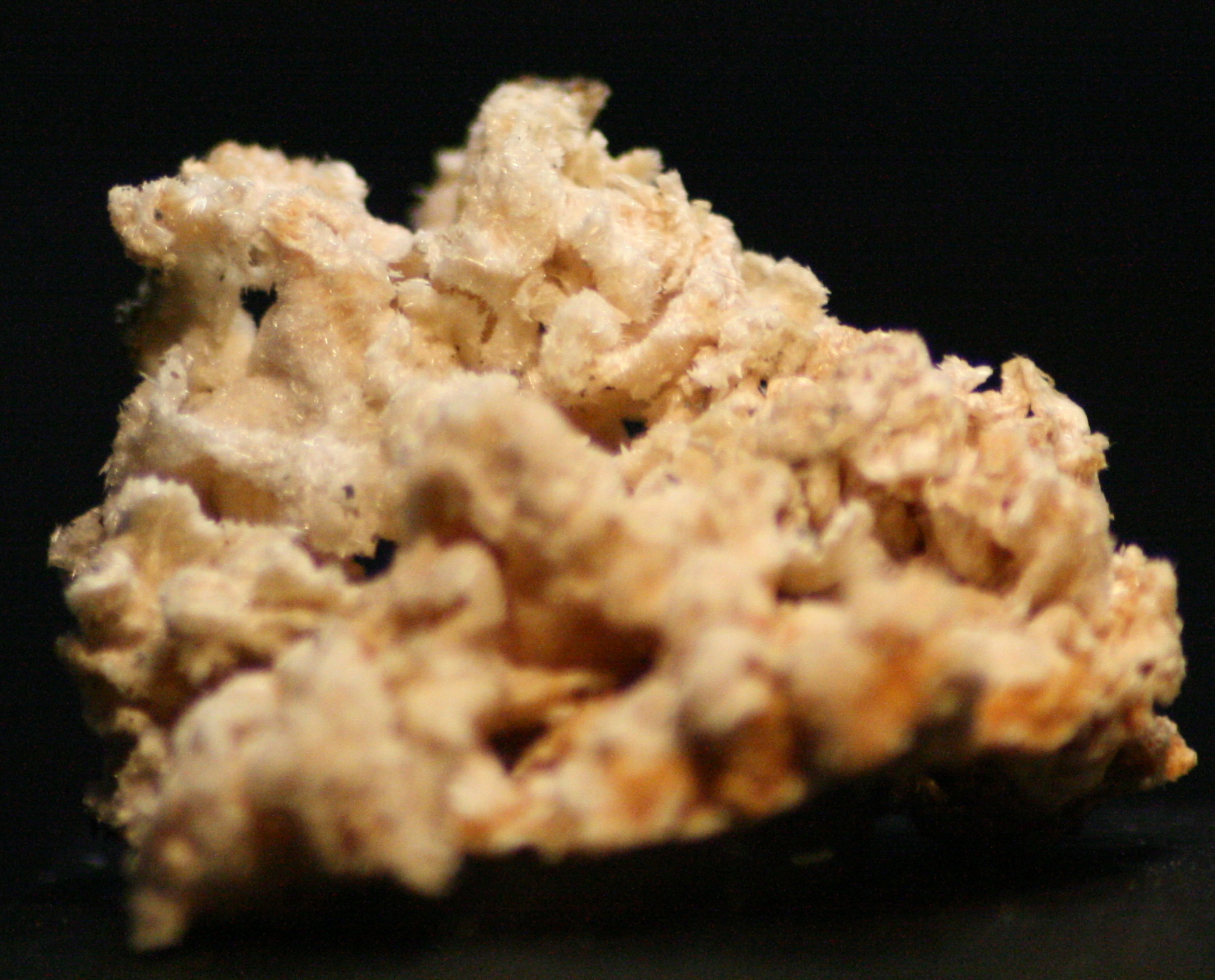

Het mineraal pickeringiet is een gehydrateerd kopersulfaat met de chemische formule MgAI2(SO4)4.22H2O. Het komt veel voor rond ertsafzettingen als aggregaten van naaldvormige kristallen of amorfe plakken.
Pickeringiet is wit tot kleurloos en heeft een monoklien kristalrooster. Het mineraal is genoemd naar de Amerikaanse taalkundige en filoloog John Pickering (1777 - 1846). De typelocatie is in de Cerros Pintados in Chili.